# Agnès Dherbeys
Agnès Dherbeys est une photojournaliste française, née en 1976 en Corée du Sud. Elle est lauréate de la Robert Capa Gold Medal en 2011.

## Biographie
Agnès Dherbeys est diplômée d’un master de l’Institut d’études politiques de Lyon avec mention, ainsi que d’un master II en sciences de l’information et de la communication du CELSA de l’Université Paris IV Sorbonne.
Elle commence sa carrière de photojournaliste en Thaïlande et a vécu à Bangkok pendant douze ans avant de revenir à Paris en 2012.
Sa couverture des protestations de 2010 en Thaïlande lui vaut de recevoir, en 2011, la Robert Capa Gold Medal pour le « meilleur reportage publié à l’étranger ayant requis un courage et un engagement exceptionnels »
Agnès Dherbeys est membre de l’agence MYOP depuis 2016.

## Expositions
Liste non exhaustive
- 2005 : « Mother », Musée d’Art et d’Histoire de Saint-Brieuc[3]
- 2007 : « Timor oriental : les rêves brisés de l’indépendance », Visa pour l’Image, Perpignan[4]
- 2021 : « Double peine : les réfugiés dans la crise sanitaire », expositions collective, Visa pour l’Image, Perpignan[5]

## Prix et distinctions
Liste non exhaustive
- 2008 : Joop Swart Masterclass[1]
- 2011 : Robert Capa Gold Medal de l’Overseas Press Club of America[2]
- 2007 : World Press Photo, Prix Spot News Stories[1]
- 2005 : Prix de photographie de la Fondation Lagardère[1]
- 2018- Lauréate de la Bourse du Centre Européen de Journalisme, Bruxelles
- 2019 : Bourse documentaire du Centre national des arts plastiques[6]